# Kanton Marmande-Est
Marmande-Est is een voormalig kanton van het Franse departement Lot-et-Garonne. Het kanton maakte deel uit van het arrondissement Marmande. Het werd opgeheven bij decreet van 26 februari 2014, met uitwerking op 22 maart 2015.

## Gemeenten
Het kanton Marmande-Est omvatte de volgende gemeenten:
- Agmé
- Birac-sur-Trec
- Fauguerolles
- Gontaud-de-Nogaret
- Hautesvignes
- Longueville
- Marmande (deels, hoofdplaats)
- Saint-Pardoux-du-Breuil
- Taillebourg
- Virazeil